# Ercole del Foro Boario
L'Ercole del Foro Boario, noto anche come Ercole capitolino, è una statua in bronzo dorato scoperta nel sito del Foro Boario dell'antica Roma quando i resti del tempio a lui dedicato furono demoliti durante il papato di Sisto IV (1471-84).
Già nel 1510 fu inventariato nel Palazzo dei Conservatori al Campidoglio, dove è tuttora conservato. È probabilmente la statua di culto citata da Plinio il Vecchio nel tempio circolare, il tempio di Ercole Vincitore che si trovava nell'antico mercato del bestiame, e che presentava anche un altare all'aperto dedicato a Ercole.

## Storia e descrizione

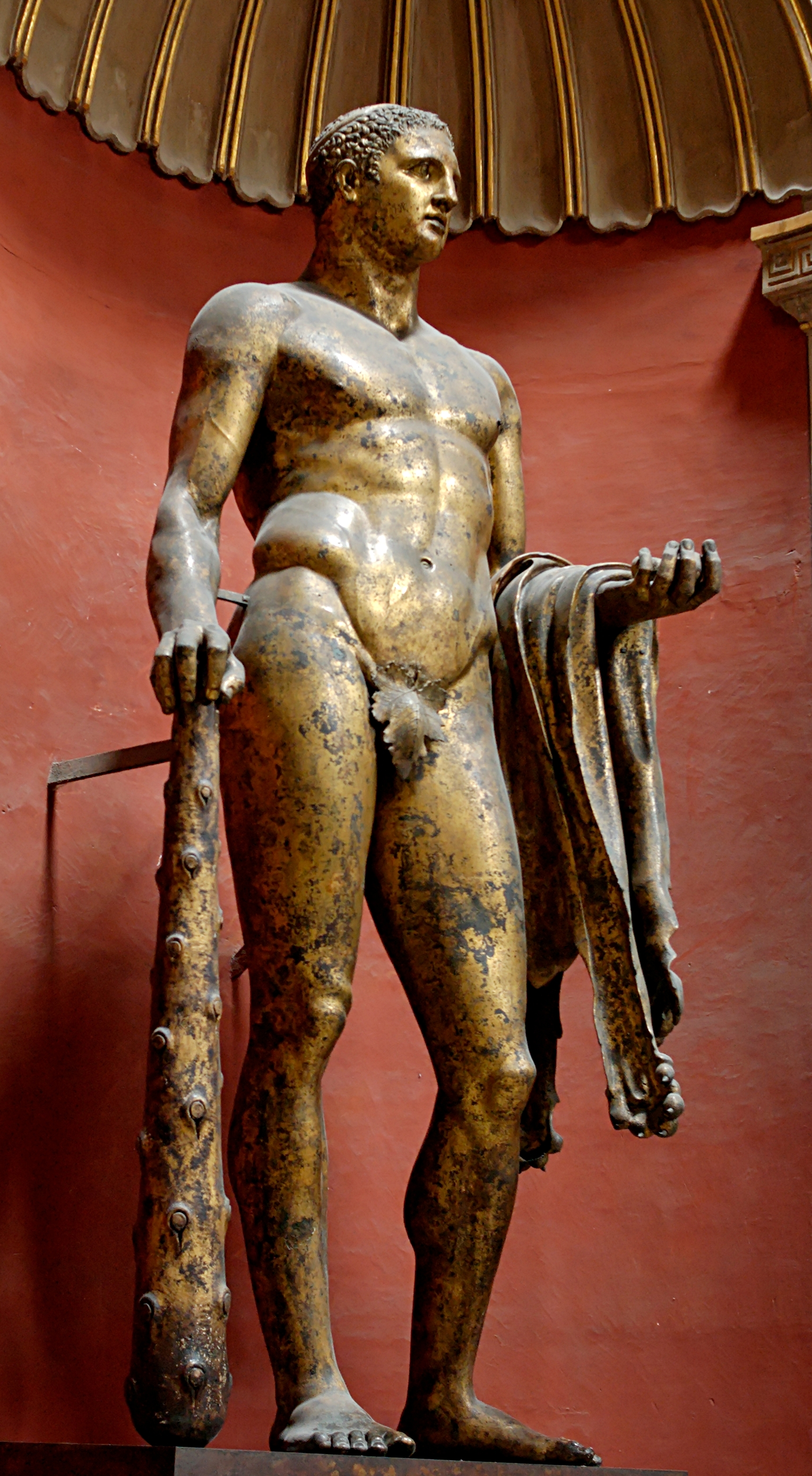
L'analogo Ercole del Teatro di Pompeo dei Musei vaticani.

La figura di Ercole regge una clava con la mano destra e tiene sulla sinistra tre mele d'oro del giardino delle Esperidi. Le mele sono l'attributo tipico di Ercole in Occidente, dove aveva vinto Gerione.
Nelle versioni romane del mito delle fatiche di Ercole, il gigante Caco rubò il bestiame mentre Ercole dormiva. Ercole guidò il resto della mandria vicino al luogo dove Caco aveva nascosto gli animali rubati, ed essi cominciarono a chiamarsi gli uni con gli altri. Ercole allora uccise Caco e, secondo i romani, fondò un altare dove in seguito si tenne il Forum Boarium, il mercato dei bovini.
La scultura, leggermente maggiore del reale con una altezza di 241 cm, è un lavoro ellenistico del II secolo a.C. che, insieme all'Ercole del Teatro di Pompeo (scoperto nel 1864 nei pressi del Teatro di Pompeo e ora ai Musei vaticani), si basa sul canone delle proporzioni fissato da Lisippo agli inizi del IV secolo a.C.: una figura più snella rispetto all'ideale di Policleto, con una testa in proporzione più piccola. La finezza della testa è enfatizzata dai capelli corti da atleta; è anche presente il chiasmo tipico dello stile di Lisippo, in cui il peso della figura è tutto su un piede. Nonostante la muscolatura esagerata, è netto il contrasto con il barbuto e corpulento Ercole Farnese.